# Albrunna
Albrunna ist eine Ortschaft auf der schwedischen Ostseeinsel Öland. Der Ort gehört zur Gemeinde Mörbylånga und liegt direkt am Kalmarsund, an der Westküste der Insel.
Albrunna zieht sich in nord-südlicher Richtung entlang der Landstraße 136, der westlichen Küstenstraße Ölands. Östlich des Orts liegt die karge, weite Alvarlandschaft des Stora Alvaret. Bekannt ist Albrunna für den südöstlich gelegenen kleinen Wald Albrunna lund, der zum Albrunna naturreservat gehört. Dort befindet sich auch die Wiese Lek Platts, die in vergangenen Zeiten als Festwiese für Feiern zum Frühling und Mittsommer diente.
Im nördlichen Teil des Waldes entstand in den 1930er-Jahren eine Tanzdiele, die bis Anfang der 1960er-Jahre in Betrieb war und regionale Bedeutung hatte. Am 13. August 1960 trat dort der bekannte schwedische Sänger Bertil Boo auf. Einen Tag später hielt hier der schwedische Ministerpräsident Tage Erlander vor 2000 Menschen eine Wahlkampfrede.
Nordöstlich des Orts befindet sich ein Kalksteinbruch. In der Umgebung des Orts steht auch eine der für Öland typischen Windmühlen.
Vor 2015 besaß Albrunna den Status eines småort mit zuletzt (2010) 51 Einwohnern auf einer Fläche von 16 Hektar, verlor den Status aber in Folge, da die Einwohnerzahl unter 50 sank.